# جيانلوكا غايتانو
جيانلوكا غايتانو (بالإيطالية: Gianluca Gaetano)‏ هو لاعب كرة قدم إيطالي في مركز الوسط، ولد في 5 مايو 2000 في سيميتيل في إيطاليا. لعب مع نادي نابولي.

## وصلات خارجية
- جيانلوكا غايتانو على موقع الاتحاد الأوربي (الإنجليزية)
- جيانلوكا غايتانو على موقع قاعدة بيانات كرة القدم.إي يو (الإنجليزية)
- جيانلوكا غايتانو على موقع Soccerbase.com (لاعب) (الإنجليزية)
- جيانلوكا غايتانو على موقع Soccerway.com (الإنجليزية)
- جيانلوكا غايتانو على موقع عالم كرة القدم.نت (الإنجليزية)
- جيانلوكا غايتانو على موقع AS.com (الإسبانية)